# Discographie d'Émilie Simon
Cet article détaille la discographie d’Émilie Simon.

## Albums
| Année | Album                   | Classement des ventes | Classement des ventes | Classement des ventes |
| Année | Album                   | France                | Belgique              | Suisse                |
| ----- | ----------------------- | --------------------- | --------------------- | --------------------- |
| 2003  | Émilie Simon            | 47                    | —                     | —                     |
| 2005  | La Marche de l'empereur | 32                    | 80                    | 88                    |
| 2006  | Végétal                 | 11                    | 33                    | 44                    |
| 2007  | À l’Olympia             | 117                   | —                     | —                     |
| 2009  | The Big Machine         | 8                     | 11                    | 36                    |
| 2011  | Franky Knight           | 58                    | —                     | —                     |
| 2014  | Mue                     | 16                    | —                     | —                     |
| 2020  | The Jesus Rolls         | —                     | —                     | —                     |
| 2023  | ES                      | —                     | —                     | —                     |
| 2024  | Polaris                 | —                     | —                     | —                     |

## Compilations
| Année | Album           |
| ----- | --------------- |
| 2006  | The Flower Book |

## DVD
| Année | DVD         |
| ----- | ----------- |
| 2007  | À l’Olympia |

## Singles, maxis et EP
| Année | EP                  |
| ----- | ------------------- |
| 2020  | Mars on Earth, 2020 |
| 2023  | PHOENIX             |

| Année | Single                        | Album                   |
| ----- | ----------------------------- | ----------------------- |
| 2003  | Desert                        | Émilie Simon            |
| 2003  | Flowers                       | Émilie Simon            |
| 2003  | To the Dancers in the Rain    | Émilie Simon            |
| 2004  | I wanna be your Dog           | Émilie Simon            |
| 2005  | Song of the Storm             | La Marche de l'empereur |
| 2005  | The Frozen World              | La Marche de l'empereur |
| 2005  | Ice girl                      | La Marche de l'empereur |
| 2006  | Fleur de saison               | Végétal                 |
| 2006  | Rose hybride de thé           | Végétal                 |
| 2007  | Dame de lotus                 | Végétal                 |
| 2007  | Never Fall in Love            | Végétal                 |
| 2009  | Dreamland                     | The Big Machine         |
| 2009  | Rainbow                       | The Big Machine         |
| 2010  | The Ballad of The Big Machine | The Big Machine         |
| 2011  | Mon Chevalier                 | Franky Knight           |
| 2012  | Jetaimejetaimejetaime         | Franky Knight           |
| 2012  | Franky's Princess             | Franky Knight           |
| 2014  | Menteur                       | Mue                     |

## Collaborations et remixes
- La Vie en rose d’Édith Piaf (Collaboration avec Le Tone / Voix) ;
- Slow no 1 (Collaboration avec Le Tone / Voix) ;
- My Love is Blue (Collaboration avec le Sacre du tympan) ;
- Manchester et Liverpool (Collaboration avec le Sacre du tympan) ;
- Petit Colorado (Collaboration avec Dionysos / Remix & Voix) ;
- The Date (Collaboration avec Avril / Remix & voix) ;
- Towards break of day (Collaboration avec Clément / Voix) ;
- Telemuse (Collaboration avec Clément / Voix. Ce morceau apparaît sur la compilation Techno Parade 1999 session House) ;
- Calabi You (Collaboration avec Clément / Voix) ;
- Je tombe (Collaboration avec Tricky/ Voix) ;
- How High (Collaboration avec Tricky/ Voix)[1] ;
- Fantaz'tic (Collaboration avec Mellow / Remix & Paroles) ;
- Remember Me (Collaboration avec Iko / Voix. Album Private Domain) ;
- Un Rêve (Collaboration avec Iko / Voix. Album Private Domain) ;
- 2011 : Santa baby sur l'album Noël ! Noël !! Noël !!! de Michel Legrand, apparaît également sur le titre Noël d’espoir.

## Bandes originales de films et publicités
- 2004 : La Marche de l'empereur (BO du film de Luc Jacquet)[2] ;
- 2004 : Elle (BO du court métrage Elle de Lucile Huang Hua Kun, Amaury Dhenin, Christophe Parelon / Composition & Voix)[3] ;
- 2006 : Survivre avec les loups (BO du film de Véra Belmont / Composition originales & reprises du disque et bonus de Végétal (album)) ;
- 2006 : Chanson originale de la publicité, Under the Moonlight pour la marque hôtelière Novotel / Chanson originale)[4] ;
- 2008 : Utilisation de To the dancers on the ice issu de l'album La marche de l'empereur pour la publicité Schweppes agrumes[5] ;
- 2011 : La Délicatesse de Stéphane et David Foenkinos.
- 2019 : The Jesus Rolls (anciennement Going Places) de John Turturro[6].

## Reprises
- Come as You Are de Nirvana (Reprise) ;
- This Woman’s Work de Kate Bush (Reprise) ;
- Summer Wine (Reprise en duo avec Alain Bashung) ;
- L’anamour Serge Gainsbourg (Reprise) ;
- True Colors de Cyndi Lauper (Reprise) ;
- Lover Man d'Ella Fitzgerald (Reprise) ;
- I’m Waiting for the Man de The Velvet Underground (Reprise en duo avec Piers Faccini) ;
- Space Oddity (Reprise de David Bowie sur la compilation Bowie mania) ;
- Mercy Street de Peter Gabriel (Reprise) ;
- Comment te dire adieu de Françoise Hardy (Reprise en duo avec Mika, sur le plateau de Taratata) ;
- Bonnie & Clyde de Serge Gainsbourg (Reprise en duo avec Nickel Eye) ;
- I wanna be your dog d'Iggy pop (reprise) ;
- Wicked game de Chris Isaak (reprise).
- La nuit je mens d'Alain Bashung
- Last Christmas de Wham !
- Joe le taxi de Vanessa Paradis